# Distribuce (matematika)
Zobecněné funkce, neboli distribuce, představují velmi užitečný nástroj nejen v matematice, ale především v pokročilých partiích moderní fyziky. Jedná se o spojité lineární funkcionály definované na speciálních množinách funkcí. Na těchto funkcionálech jsou dále zavedeny dodatečné operace jako derivace, konvoluce či Fourierova transformace.
Teorii zobecněných funkcí vytvořil a rozvinul francouzský matematik Laurent Schwartz. Již předtím se ale objevily intuitivní koncepty objektů s vlastnostmi zobecněných funkcí. Typickým příkladem je Diracova {\displaystyle \scriptstyle \delta }-funkce.

## Motivace zavedení pojmu
V první polovině dvacátého století zavedl anglický teoretický fyzik Paul Dirac formálně funkci {\displaystyle \scriptstyle \delta } s následujícími vlastnostmi
{\displaystyle \delta (x)=0\ {\text{pro}}\ x\neq 0,}
{\displaystyle \int _{-\infty }^{+\infty }\delta (x)\mathrm {d} x=1.}
Aby mohl být integrál nenulový, tak se formálně "definuje" {\displaystyle \scriptstyle \delta (0)=+\infty }. Pojem {\displaystyle \scriptstyle \delta }-funkce Dirac zavedl více méně intuitivně. Výborně se hodil pro popis fyzikálních jevů, se kterými pracoval. Ve skutečnosti ale žádná taková funkce {\displaystyle \scriptstyle \delta }, která by splňovala výše uvedené vlastnosti, neexistuje. Až později toto intuitivní chápání upřesnil L. Schwartz, jenž rozvinul teorii zobecněných funkcí. V rámci jeho teorie lze postavit pojem {\displaystyle \scriptstyle \delta }-funkce na pevný matematický základ. Je ale nutné zavést jakousi "mezivrstvu" mezi definičním oborem funkce a jejími hodnotami. Zatímco intuitivně chápaná {\displaystyle \scriptstyle \delta }-funkce je definovaná na množině reálných čísel {\displaystyle \scriptstyle \mathbb {R} } a její hodnoty jsou (více méně) opět reálná čísla, matematicky korektně definovaná {\displaystyle \scriptstyle \delta }-funkce zobrazuje z množiny jistých "pěkně se chovajících funkcí" do reálných čísel. Zmíněné "pěkné" funkce samotné jsou pak definovány na "původní" množině {\displaystyle \scriptstyle \mathbb {R} }. Nemůžeme už tak dále mluvit o hodnotě {\displaystyle \scriptstyle \delta }-funkce v nějakém reálném bodě, nanejvýš o její hodnotě na nějaké konkrétní "pěkné" funkci.

## Definice zobecněné funkce a související pojmy
Než budeme moci přikročit k definici zobecněné funkce, musíme zavést několik průvodních pojmů. Zobecněná funkce bude jistý funkcionál definovaný na jisté množině funkcí.

### Testovací funkce
Mějme přirozené číslo {\displaystyle \scriptstyle n\in \mathbb {N} }. Označme množinu všech hladkých funkcí s kompaktním nosičem definovaných na {\displaystyle \scriptstyle \mathbb {R} ^{n}} jako {\displaystyle \scriptstyle {\mathcal {D}}\equiv {\mathcal {D}}(\mathbb {R} ^{n})} a nazývejme ji prostor testovacích funkcí (každou funkci z tohoto prostoru tedy nazýváme testovací funkce). Uvažujme na tomto prostoru takovou topologii, v níž posloupnost testovacích funkcí {\displaystyle \scriptstyle \{\varphi _{k}\}_{k\in \mathbb {N} }} konverguje k testovací funkci {\displaystyle \scriptstyle \varphi } na prostoru {\displaystyle \scriptstyle {\mathcal {D}}}, právě když mají funkce {\displaystyle \scriptstyle \{\varphi _{k}\}_{k\in \mathbb {N} }} stejnoměrně omezené nosiče a pro každý multiindex {\displaystyle \scriptstyle \alpha \in \mathbb {Z} _{+}^{n}} je pro {\displaystyle \scriptstyle k\to \infty } splněno
{\displaystyle \partial ^{\alpha }\varphi _{k}\rightrightarrows \partial ^{\alpha }\varphi \quad {\text{na}}\ \mathbb {R} ^{n},}
kde symbol {\displaystyle \scriptstyle \rightrightarrows } značí stejnoměrnou konvergenci a symbol {\displaystyle \scriptstyle \partial ^{\alpha }} označuje parciální derivaci funkce podle proměnných, jejichž index leží v multiindexu {\displaystyle \scriptstyle \alpha }. Neboli
{\displaystyle \partial ^{\alpha }\varphi \equiv {\frac {\partial ^{|\alpha |}}{\partial x^{i_{1}}\,\ldots ,\,\partial x^{i_{n}}}}\varphi ,}
kde {\displaystyle \scriptstyle \alpha =(i_{1},\ldots ,i_{n})} a {\displaystyle \scriptstyle |\alpha |\equiv i_{1}+\ldots +i_{n}}, {\displaystyle \scriptstyle (\forall j\in \{1,\ldots ,n\})(i_{j}\in \mathbb {N} )}.
V dalším je užitečné neuvažovat zobecněné funkce definované na celém prostoru, ale jen na jeho podmnožině. K tomu si zaveďme následující pojem.
Nechť {\displaystyle \scriptstyle G} je otevřená podmnožina {\displaystyle \scriptstyle \mathbb {R} ^{n}}. Definujme prostor {\displaystyle \scriptstyle {\mathcal {D}}(G)} jako množinu těch testovacích funkcí z {\displaystyle \scriptstyle {\mathcal {D}}}, jejichž nosič leží v {\displaystyle \scriptstyle G}. Obdobně jako u {\displaystyle \scriptstyle {\mathcal {D}}} si na {\displaystyle \scriptstyle {\mathcal {D}}(G)} zaveďme konvergenci posloupnosti testovacích funkcí. O posloupnosti {\displaystyle \scriptstyle \{\varphi _{k}\}_{k\in \mathbb {N} }} testovacích funkcí z {\displaystyle \scriptstyle {\mathcal {D}}(G)} řekneme, že konverguje k {\displaystyle \scriptstyle \varphi } v prostoru {\displaystyle \scriptstyle {\mathcal {D}}(G)}, právě když platí současně:
1. {\displaystyle (\exists K\subset G,K\ {\text{kompaktní}})(\forall k\in \mathbb {N} )({\text{supp}}\ \varphi _{k}\subset K),}
2. {\displaystyle (\forall \alpha \in \mathbb {Z} _{+}^{n})(\partial ^{\alpha }\varphi _{k}\rightrightarrows \partial ^{\alpha }\varphi \ {\text{na}}\ G\ {\text{pro}}\ k\to \infty ).}

Symbolem {\displaystyle \scriptstyle {\text{supp}}\ \varphi } označujeme nosič funkce {\displaystyle \scriptstyle \varphi }.

### Zobecněné funkce
Definujeme, že lineární zobrazení {\displaystyle \scriptstyle P:{\mathcal {D}}\to {\mathcal {D}}}, popř. {\displaystyle \scriptstyle f:{\mathcal {D}}\to \mathbb {C} }, je spojité, právě když toto zobrazení zobrazuje každou posloupnost, která konverguje v {\displaystyle \scriptstyle {\mathcal {D}}}, opět na konvergentní posloupnost. Lineární funkcionál na prostoru testovacích funkcí {\displaystyle \scriptstyle {\mathcal {D}}(G)}, který je spojitý ve smyslu předchozí věty, nazveme zobecněnou funkcí neboli distribucí. Množinu všech těchto zobecněných funkcí označíme {\displaystyle \scriptstyle {\mathcal {D}}'(G)}, pro {\displaystyle \scriptstyle G=\mathbb {R} ^{n}} budeme pro odpovídající množinu zobecněných funkcí používat označení {\displaystyle \scriptstyle {\mathcal {D}}'}. Hodnotu funkcionálu {\displaystyle \scriptstyle f} na testovací funkci {\displaystyle \scriptstyle \varphi } budeme (namísto obvyklého {\displaystyle \scriptstyle f(\varphi )}) značit {\displaystyle \scriptstyle (f,\varphi )}. Toto značení nepřipomíná značení skalárního součinu náhodně, pro analogii viz regulární zobecněné funkce níže.
Linearita zobecněné funkce {\displaystyle \scriptstyle f\in {\mathcal {D}}'(G)} znamená, že
{\displaystyle (\forall \varphi ,\psi \in {\mathcal {D}}(G))(\forall \alpha \in \mathbb {C} ){\big (}(f,\alpha \varphi +\psi )=\alpha (f,\varphi )+(f,\psi ){\big )}.}
Navíc na množině {\displaystyle \scriptstyle {\mathcal {D}}'(G)} lze klasickým způsobem zavést operace sčítání dvou zobecněných funkcí a jejich násobení komplexním číslem. A sice
{\displaystyle (\forall \varphi \in {\mathcal {D}}(G))(\forall \alpha \in \mathbb {C} )(\forall f,g\in {\mathcal {D}}'(G)){\big (}(\alpha f+g,\varphi )=\alpha (f,\varphi )+(g,\varphi ){\big )}.}
Je snadné ukázat, že množina zobecněných funkcí {\displaystyle \scriptstyle {\mathcal {D}}'(G)} s výše zavedenými operacemi sčítání a násobení číslem tvoří vektorový prostor. Budeme-li navíc uvažovat výraz {\displaystyle \scriptstyle (f,\varphi )}, kde {\displaystyle \scriptstyle f\in {\mathcal {D}}'(G)} a {\displaystyle \scriptstyle \varphi \in {\mathcal {D}}(G)}, jako hodnotu zobrazení {\displaystyle \scriptstyle (\cdot ,\cdot ):{\mathcal {D}}'(G)\times {\mathcal {D}}(G)\to \mathbb {C} } dvou proměnných s argumenty {\displaystyle \scriptstyle f} a {\displaystyle \scriptstyle \varphi }, tak je toto zobrazení bilineární.
Definujme nyní konvergenci posloupnosti zobecněných funkcí. Řekneme, že posloupnost {\displaystyle \scriptstyle \{f_{k}\}_{k\in \mathbb {N} }} zobecněných funkcí konverguje k {\displaystyle \scriptstyle f} v prostoru {\displaystyle \scriptstyle {\mathcal {D}}'(G)}, právě když pro každou testovací funkci {\displaystyle \scriptstyle \varphi \in {\mathcal {D}}(G)} existuje limita číselné posloupnosti funkčních hodnot funkcí {\displaystyle \scriptstyle f_{k}} na {\displaystyle \scriptstyle \varphi } a tato posloupnost konverguje k {\displaystyle \scriptstyle (f,\varphi )}. V symbolech
{\displaystyle (\forall \varphi \in {\mathcal {D}}(G))(\exists \lim _{k\to \infty }(f_{k},\varphi )\wedge \lim _{k\to \infty }(f_{k},\varphi )=(f,\varphi )).}
Konvergence na prostoru {\displaystyle \scriptstyle {\mathcal {D}}'(G)} je tedy zavedena ve slabém smyslu.

#### Reálné a komplexní zobecněné funkce
O zobecněné funkci řekneme, že je reálná, právě když zobrazuje každou reálnou testovací funkci na reálné číslo. Lze definovat i komplexně sdruženou zobecněnou funkci {\displaystyle \scriptstyle {\bar {f}}} k zobecněné funkci {\displaystyle \scriptstyle f\in {\mathcal {D}}'} vztahem
{\displaystyle (\forall \varphi \in {\mathcal {D}})(({\bar {f}},\varphi )={\overline {(f,{\bar {\varphi }})}}).}
V tuto chvíli lze zavést i reálnou a imaginární část zobecněné funkce {\displaystyle \scriptstyle f\in {\mathcal {D}}'(G)} vztahy
{\displaystyle {\text{Re}}\,f={\frac {f+{\bar {f}}}{2}},\quad {\text{Im}}\,f={\frac {f-{\bar {f}}}{2\mathrm {i} }}.}
Zobecněná funkce je zjevně reálná, právě když je rovna své reálné části.

#### Nosič zobecněné funkce
Ačkoli, jak již bylo zmíněno, nemůžeme hovořit o hodnotě zobecněné funkce v bodě, lze zavést pojem nosiče zobecněné funkce. Než tak učiníme, řekněme si, co chápeme pod tím, že je někde zobecněná funkce nulová. Mějme otevřenou množinu {\displaystyle \scriptstyle G\subset \mathbb {R} ^{n}} a zobecněnou funkci {\displaystyle \scriptstyle f\in {\mathcal {D}}'(\mathbb {R} ^{n})}. Pak řekneme, že {\displaystyle \scriptstyle f} je rovna nule na množině {\displaystyle \scriptstyle G}, právě když
{\displaystyle (\forall \varphi \in {\mathcal {D}}(G))\left((f,\varphi )=0\right).}
Navíc, řekneme, že {\displaystyle \scriptstyle f} je rovna nule lokálně na množině {\displaystyle \scriptstyle G}, právě když
{\displaystyle (\forall x\in G)(\exists U=U^{\circ }\subset G,x\in U)(f\ {\text{je rovna nule na}}\ U).}
Je jasné, že pokud je {\displaystyle \scriptstyle f} rovna nule na {\displaystyle \scriptstyle G}, tak je rovna nule i na každé její podmnožině {\displaystyle \scriptstyle {\tilde {G}}\subset G}. Lze ukázat i opačné tvrzení, tj. je-li zobecněná funkce lokálně rovna nule na otevřené množině, tak je na této množině rovna nule ve smyslu definic výše. Nyní už můžeme přikročit k definici nosiče zobecněné funkce.
Uvažujme všechny {\displaystyle \scriptstyle G} coby otevřené podmnožiny {\displaystyle \scriptstyle \mathbb {R} ^{n}}, na kterých je zobecněná funkce {\displaystyle \scriptstyle f\in {\mathcal {D}}'} rovna nule. Označme si sjednocení všech takových množin jako {\displaystyle \scriptstyle {\mathcal {N}}(f)}. Tato množina je zřejmě největší otevřená množina, na níž je {\displaystyle \scriptstyle f} rovna nule. Její doplněk, tj. množinu {\displaystyle \scriptstyle \mathbb {R} ^{n}\setminus {\mathcal {N}}(f)} pak nazýváme nosič zobecněné funkce {\displaystyle \scriptstyle f} a značíme {\displaystyle \scriptstyle {\text{supp}}f}.
Pokud má zobecněná funkce {\displaystyle \scriptstyle f} omezený nosič, tak řekneme, že je {\displaystyle \scriptstyle f} finitní.

### Regulární zobecněné funkce
Mějme {\displaystyle \scriptstyle G} otevřenou množinu v {\displaystyle \scriptstyle \mathbb {R} ^{n}} vybavenou Lebesgueovou mírou. O měřitelné funkci {\displaystyle \scriptstyle F} definované na {\displaystyle \scriptstyle G} řekneme, že je lokálně integrovatelná, právě když je splněno
{\displaystyle (\forall x\in G)(\exists U=U^{\circ }\subset G,x\in U)\left(\int _{U}|F(x)|\mathrm {d} ^{n}x<\,+\infty \right).}
Podobně jako u p-integrabilních funkcí i zde uvažujme množinu všech lokálně integrovatelných funkcí na {\displaystyle \scriptstyle G}, kterou vyfaktorizujeme podle množiny lokálně integrovatelných funkcí nenulových na množině míry nula. Jinými slovy, uvažujme množinu integrabilních funkcí faktorizovanou podle množiny těch lokálně integrovatelných funkcí {\displaystyle \scriptstyle F}, pro něž {\displaystyle \scriptstyle \int _{U}|F(x)|\mathrm {d} ^{n}x=0}. Vzniklý faktorprostor označíme {\displaystyle \scriptstyle L_{\text{loc}}^{1}(G,\mathrm {d} ^{n}x)}, popř. jen {\displaystyle \scriptstyle L_{\text{loc}}^{1}(G)}, a nazveme prostor lokálně integrovatelných funkcí. Správně tedy prvky tohoto prostoru nejsou funkce samotné, ale jejich třídy ekvivalence. Jak je ale obvyklé, budeme dále považovat za prvky prostoru lokálně integrovatelných funkcí funkce samotné, ne jejich třídy ekvivalence.
Je též dobré si uvědomit, že funkce {\displaystyle \scriptstyle F} je lokálně integrovatelná na {\displaystyle \scriptstyle G}, právě když pro každou kompaktní podmnožinu {\displaystyle \scriptstyle K\subset G} je zúžení {\displaystyle \scriptstyle F|_{K}} z prostoru {\displaystyle \scriptstyle L^{1}(K,\mathrm {d} ^{n}x)}.
Buď nyní {\displaystyle \scriptstyle F\in L_{\text{loc}}^{1}(G)} a definujme funkcionál {\displaystyle \scriptstyle f} na {\displaystyle \scriptstyle {\mathcal {D}}(G)} jako
{\displaystyle (\forall \varphi \in {\mathcal {D}}(G))\left((f,\varphi )\equiv \int _{G}F(x)\varphi (x)\mathrm {d} ^{n}x\right).}
Integrál výše je konečný, protože ve skutečnosti neintegruji přes celou množinu {\displaystyle \scriptstyle G}, ale pro každou konkrétní testovací funkci {\displaystyle \scriptstyle \varphi } integruji vždy jen přes její nosič {\displaystyle \scriptstyle {\text{supp}}\ \varphi \subset G}, což je kompaktní množina (viz poznámku před vzorcem výše). Díky linearitě integrálu je funkcionál {\displaystyle \scriptstyle f} též lineární. Navíc je i spojitý (ve smyslu konvergence zavedené výše). Mějme posloupnost {\displaystyle \scriptstyle \{\varphi _{k}\}_{k\in \mathbb {N} }} konvergující v {\displaystyle \scriptstyle {\mathcal {D}}(G)} k funkci {\displaystyle \scriptstyle \varphi }. Všechny nosiče {\displaystyle \scriptstyle {\text{supp}}\ \varphi _{k}} jsou tedy podmnožinou nějaké kompaktní množiny {\displaystyle \scriptstyle K\subset G} a pro limitu hodnot integrálu platí
{\displaystyle \lim _{k\to \infty }\int _{G}F(x)\varphi _{k}(x)\mathrm {d} ^{n}x=\lim _{k\to \infty }\int _{K}F(x)\varphi _{k}(x)\mathrm {d} ^{n}x.}
Nyní využijeme toho, že posloupnost {\displaystyle \scriptstyle \{\varphi _{k}\}_{k\in \mathbb {N} }} konverguje na {\displaystyle \scriptstyle K} stejnoměrně (viz definici konvergence na prostoru testovacích funkcí), abychom mohli zaměnit limitu s integrálem. Dostáváme tedy
{\displaystyle \lim _{k\to \infty }\int _{K}F(x)\varphi _{k}(x)\mathrm {d} ^{n}x=\int _{K}F(x)(\lim _{k\to \infty }\varphi _{k}(x))\mathrm {d} ^{n}x=\int _{K}F(x)\varphi (x)\mathrm {d} ^{n}x=\int _{G}F(x)\varphi (x)\mathrm {d} ^{n}x.}
O funkcionálu {\displaystyle \scriptstyle f} jsme tedy právě ukázali, že je dobře definovaný (integrál je pro každou testovací funkci konečný), lineární a spojitý. Jedná se tedy o zobecněnou funkci.
Dále definujeme, že obecná zobecněná funkce {\displaystyle \scriptstyle f\in {\mathcal {D}}'(G)} je regulární zobecněná funkce, právě když existuje lokálně integrovatelná funkce {\displaystyle \scriptstyle F\in L_{\text{loc}}^{1}(G)} taková, že
{\displaystyle (\forall \varphi \in {\mathcal {D}}(G))\left((f,\varphi )\equiv \int _{G}F(x)\varphi (x)\mathrm {d} ^{n}x\right).}

## Operace nad zobecněnými funkcemi
Na prostoru zobecněných funkcí {\displaystyle \scriptstyle {\mathcal {D}}'} lze definovat zobrazení, jež lze chápat jako zobecnění operací nad klasickými funkcemi. Jedná se např. o násobení hladkou funkcí, derivování či Fourierovu transformaci. Vzhledem k tomu, že zobecněné funkce tvoří vektorový prostor, je výhodné, aby zobrazení definovaná na této množině byla lineární.
Operace nad {\displaystyle \scriptstyle {\mathcal {D}}'} přitom zavádíme tak, že udáme, jak se zobecněná funkce vzniklá působením takové operace chová na testovacích funkcích. Tento postup lze chápat i tak, že když chceme definovat operaci {\displaystyle \scriptstyle T:{\mathcal {D}}'\to {\mathcal {D}}'}, tak se v podstatě snažíme najít k ní duální operaci {\displaystyle \scriptstyle {\tilde {T}}} působící na prostoru testovacích funkcí {\displaystyle \scriptstyle {\mathcal {D}}}. Přesněji, pro dané {\displaystyle \scriptstyle T:{\mathcal {D}}'\to {\mathcal {D}}'} udáme {\displaystyle \scriptstyle {\tilde {T}}:{\mathcal {D}}\to {\mathcal {D}}} tak, aby
{\displaystyle (\forall \varphi \in {\mathcal {D}}){\big (}(Tf,\varphi )=(f,{\tilde {T}}\varphi ){\big )}.}
Od zobrazení {\displaystyle \scriptstyle {\tilde {T}}} přitom požadujeme, aby přirozeným způsobem zobecňovalo operace definované na obyčejných funkcích (viz oddíly Motivace zavedení u každé operace níže). Vyjdeme z regulárních zobecněných funkcí, jimž lze přiřadit "obyčejnou" funkci, zjistíme jak se na nich diskutovaná operace chová a podle toho definujeme danou operaci pro všechny zobecněné funkce.
Mějme nyní {\displaystyle \scriptstyle f\in {\mathcal {D}}} zobecněnou funkci. Platí, že spojitost zobrazení {\displaystyle \scriptstyle {\tilde {T}}} již vynucuje spojitost funkcionálu {\displaystyle \scriptstyle Tf}. Mějme posloupnost {\displaystyle \scriptstyle \{\varphi _{k}\}_{k\in \mathbb {N} }} jdoucí k nule v prostoru {\displaystyle \scriptstyle {\mathcal {D}}}. Dále nechť {\displaystyle \scriptstyle {\tilde {T}}:{\mathcal {D}}\to {\mathcal {D}}} je spojité zobrazení na prostoru testovacích funkcí. To znamená, že posloupnost {\displaystyle \scriptstyle \{{\tilde {T}}\varphi _{k}\}_{k\in \mathbb {N} }} též konverguje k nule v {\displaystyle \scriptstyle {\mathcal {D}}}. Ze spojitosti {\displaystyle \scriptstyle f} plyne
{\displaystyle \lim _{k\to \infty }(Tf,\varphi _{k})=\lim _{k\to \infty }(f,{\tilde {T}}\varphi _{k})=0.}
Ukažme ještě, že operátor {\displaystyle \scriptstyle T:{\mathcal {D}}'\to {\mathcal {D}}'} zavedený pomocí pomocného zobrazení {\displaystyle \scriptstyle {\tilde {T}}:{\mathcal {D}}\to {\mathcal {D}}} způsobem výše je nutně spojitý. Buď {\displaystyle \scriptstyle \{f_{k}\}_{k\in \mathbb {N} }} posloupnost zobecněných funkcí konvergující k nule v prostoru {\displaystyle \scriptstyle {\mathcal {D}}'}. Pak
{\displaystyle (\forall \varphi \in {\mathcal {D}}){\big (}\lim _{k\to \infty }(Tf_{k},\varphi )=\lim _{k\to \infty }(f_{k},{\tilde {T}}\varphi )=0.{\big )}}

### Afinní transformace souřadnic
Afinní transformace na vektorovém prostoru je obecně transformace tvaru {\displaystyle \scriptstyle Ax+b}, kde {\displaystyle \scriptstyle A} je lineární zobrazení a {\displaystyle \scriptstyle b} je vektor posunutí. Zaveďme nyní afinní transformaci pro zobecněné funkce.

#### Motivace zavedení
Aby byl pochopitelný způsob, jakým je afinní transformace pro zobecněné funkce zavedena, uveďme si příklad, na kterém demonstrujeme vlastnosti, které od transformace budeme požadovat. Mějme regulární matici {\displaystyle \scriptstyle A\in {\text{GL}}(\mathbb {R} ,n)}, kde {\displaystyle \scriptstyle n\in \mathbb {N} }, vektor (resp. uspořádanou {\displaystyle \scriptstyle n}-tici) {\displaystyle \scriptstyle b\in \mathbb {R} ^{n}}, lokálně integrabilní funkci {\displaystyle \scriptstyle f\in L_{\text{loc}}^{1}(\mathbb {R} ^{n})} a funkci {\displaystyle \scriptstyle g} definovanou předpisem
{\displaystyle g(x)=f(Ax+b).}
Uvažujme dále libovolnou testovací funkci {\displaystyle \scriptstyle \varphi \in {\mathcal {D}}}. Klasickými úpravami a větou o substituci v integrálu dostáváme
{\displaystyle (g,\varphi )=\int _{\mathbb {R} ^{n}}g(x)\varphi (x)\mathrm {d} ^{n}x=\int _{\mathbb {R} ^{n}}f(Ax+b)\varphi (x)\mathrm {d} ^{n}x={\frac {1}{|\det A|}}\int _{\mathbb {R} ^{n}}f(y)\varphi (A^{-1}(y-b))\mathrm {d} ^{n}y={\frac {1}{|\det A|}}(f(y),\varphi (A^{-1}(y-b))).}
Díky tomuto vztahu je zřejmá podoba následující definice.

#### Definice
Mějme zobecněnou funkci {\displaystyle \scriptstyle f\in {\mathcal {D}}'(\mathbb {R} ^{n})}. Afinní transformaci pro tuto funkci s maticí {\displaystyle \scriptstyle A\in {\text{GL}}(\mathbb {R} ,n)} a vektorem posunutí {\displaystyle \scriptstyle b\in \mathbb {R} ^{n}} definujeme vztahem
{\displaystyle (\forall \varphi \in {\mathcal {D}})\left((f(Ax+b),\varphi (x))\equiv {\frac {1}{|\det A|}}(f(y),\varphi (A^{-1}(y-b)))\right).}
Zde je třeba chápat výraz {\displaystyle \scriptstyle f(Ax+b)} jako nedělitelný. Jak bylo uvedeno výše a jak vyplývá z definice zobecněné funkce, nelze hovořit o hodnotě funkce v nějakém bodě z {\displaystyle \scriptstyle \mathbb {R} ^{n}}. Symbol {\displaystyle \scriptstyle f(Ax+b)} představuje novou zobecněnou funkci. Výraz v závorce "pouze" označuje, jaké souřadnice na {\displaystyle \scriptstyle \mathbb {R} ^{n}} jsme si zvolili a se kterými zrovna pracujeme.

#### Korektnost definice
Ověřme, že výše uvedená definice je konzistentní s dosavadními definicemi. Zobrazení {\displaystyle \scriptstyle f(Ax+b)} je zřejmě funkcionál na testovacích funkcích, který je navíc lineární. Ověřme tedy jeho spojitost (ve smyslu konvergence). Mějme tedy libovolnou posloupnost testovacích funkcí {\displaystyle \scriptstyle \{\varphi _{k}\}_{k\in \mathbb {N} }\subset {\mathcal {D}}}, která konverguje k jisté testovací funkci {\displaystyle \scriptstyle \varphi }. Zde je dobré si uvědomit, že testovací funkce tvoří lineární prostor a proto stačí uvažovat případ {\displaystyle \scriptstyle \varphi \equiv 0}. Kdybychom totiž měli posloupnost {\displaystyle \scriptstyle \{{\tilde {\varphi }}_{k}\}_{k\in \mathbb {N} }\subset {\mathcal {D}}} konvergující k {\displaystyle \scriptstyle {\tilde {\varphi }}\neq 0}, tak dostaneme
{\displaystyle {\tilde {\varphi }}_{k}\to {\tilde {\varphi }}\quad \Leftrightarrow \quad {\tilde {\varphi }}_{k}-{\tilde {\varphi }}\to 0.}
Položíme-li {\displaystyle \scriptstyle \varphi _{k}\equiv {\tilde {\varphi }}_{k}-{\tilde {\varphi }}}, platí
{\displaystyle \varphi _{k}\to 0\equiv \varphi .}
Máme tedy bez újmy na obecnosti posloupnost {\displaystyle \scriptstyle \{\varphi _{k}\}_{k\in \mathbb {N} }\subset {\mathcal {D}}} konvergující v prostoru {\displaystyle \scriptstyle {\mathcal {D}}} k nule. Ověřme nejdříve spojitost zobrazení {\displaystyle \scriptstyle T:{\mathcal {D}}\to {\mathcal {D}}}, které každé testovací funkci přiřadí jinou testovací funkci předpisem
{\displaystyle (T\varphi )(x)\equiv \varphi (Ax+b).}
Funkce {\displaystyle \scriptstyle (T\varphi )} je skutečně testovací funkce. Je totiž hladká (jedná se o složení dvou hladkých zobrazení) a má kompaktní nosič (samotná transformace {\displaystyle \scriptstyle Ax+b} je difeomorfizmus a tedy převádí kompaktní množinu opět na kompaktní množinu). Zobrazení {\displaystyle \scriptstyle T} je tedy dobře definované.
Jak je to s jeho spojitostí? Uvědomíme-li si, jakým způsobem se derivují složené funkce, je zjevné, že pro každý multiindex {\displaystyle \scriptstyle \alpha \in \mathbb {Z} _{+}^{n}} je parciální derivace {\displaystyle \scriptstyle \partial ^{\alpha }(T\varphi )} nějakou lineární kombinací funkcí {\displaystyle \scriptstyle (\partial ^{\beta }\varphi )(Ax+b)}, kde multiindexy {\displaystyle \scriptstyle \beta } splňují {\displaystyle \scriptstyle |\beta |=|\alpha |}. Jestliže nyní máme posloupnost {\displaystyle \scriptstyle \{\varphi _{k}\}_{k\in \mathbb {N} }\subset {\mathcal {D}}} konvergující v prostoru {\displaystyle \scriptstyle {\mathcal {D}}} k nule, má posloupnost {\displaystyle \scriptstyle \{T\varphi _{k}\}_{k\in \mathbb {N} }} stejnoměrné omezené nosiče a konverguje zjevně včetně všech svých derivací stejnoměrně k nulové funkci. Tím jsme dokázali, že zobrazení {\displaystyle \scriptstyle T:{\mathcal {D}}\to {\mathcal {D}}} je spojité.
Definujme si nyní pomocnou posloupnost testovacích funkci {\displaystyle \scriptstyle \{\psi _{k}\}_{k\in \mathbb {N} }}, kde {\displaystyle \scriptstyle \psi _{k}\equiv \varphi _{k}(A^{-1}(x-b))}. Tato posloupnosti konverguje v prostoru {\displaystyle \scriptstyle {\mathcal {D}}} k nule a navíc podle definice afinní transformace platí
{\displaystyle (f(Ax+b),\varphi _{k}(x))={\frac {1}{|\det A|}}(f(x),\psi _{k}(x)).}
Pravá strana rovnice jde pro {\displaystyle \scriptstyle k\to \infty } k nule, což plyne ze spojitosti zobecněné funkce {\displaystyle \scriptstyle f}. Takto jsme ověřili zatím jen spojitost funkcionálu {\displaystyle \scriptstyle f(Ax+b)}. Tj. ukázali jsme, že obraz zobecněné funkce při afinní transformaci je opět zobecněná funkce. Ukažme ještě, že samotná afinní transformace jako zobrazení na zobecněných funkcích je spojitá. Uvažujme tedy zobrazení {\displaystyle \scriptstyle {\tilde {T}}:{\mathcal {D}}'\to {\mathcal {D}}'} takové, že {\displaystyle \scriptstyle Tf(x)=f(Ax+b)}. Toto zobrazení je lineární. Chceme o něm ukázat, že je spojité. Za tímto účelem si tedy vezměme posloupnost zobecněných funkcí {\displaystyle \scriptstyle \{f_{k}\}_{k\in \mathbb {N} }} konvergující v prostoru {\displaystyle \scriptstyle {\mathcal {D}}'} k nulové zobecněné funkci. Pak
{\displaystyle (\forall \varphi \in {\mathcal {D}})(\lim _{k\to \infty }(f_{k},\varphi )=0).}
Tím pádem je tedy splněn i vztah dokazující spojitost {\displaystyle \scriptstyle {\tilde {T}}}, protože
{\displaystyle \lim _{k\to \infty }({\tilde {T}}f_{k},\varphi )=\lim _{k\to \infty }(f_{k},\varphi (A^{-1}(x-b)))=0.}

### Násobení hladkou funkcí
Definujme si nyní násobení zobecněné funkce "obyčejnou" hladkou funkcí. (Definovat násobení zobecněné funkce zobecněnou funkcí naráží na problémy a obecně takové násobení definovat nelze.)

#### Motivace zavedení
Mějme otevřenou množinu {\displaystyle \scriptstyle G=G^{\circ }\in \mathbb {R} ^{n}}, hladkou funkci {\displaystyle \scriptstyle h\in C^{\infty }(G)} a testovací funkci {\displaystyle \scriptstyle \varphi \in {\mathcal {D}}(G)}. Mějme dále funkci {\displaystyle \scriptstyle F\in L_{\text{loc}}^{1}(G)}. Je zřejmé, že i {\displaystyle \scriptstyle hF\in L_{\text{loc}}^{1}(G)}. Potom
{\displaystyle (hF,\varphi )=\int _{G}(hF)\varphi \,\mathrm {d} ^{n}x=\int _{G}F(h\varphi )\,\mathrm {d} ^{n}x=(F,h\varphi ).}

#### Definice
Nechť {\displaystyle \scriptstyle G=G^{\circ }\in \mathbb {R} ^{n}}. Mějme dále {\displaystyle \scriptstyle f\in {\mathcal {D}}'(G)} a {\displaystyle \scriptstyle h\in C^{\infty }(G)}. Pak
{\displaystyle (\forall \varphi \in {\mathcal {D}}(G)){\big (}(hf,\varphi )=(f,h\varphi ){\big )}.}

#### Korektnost definice
Pravá strana rovnice výše je dobře definovaná, neboť {\displaystyle \scriptstyle h\varphi \in {\mathcal {D}}(G)}. Násobek zobecněné funkce je tak dobře definovaný funkcionál na prostoru testovacích funkcí. Je zřejmě i lineární. Ověřme, že je spojitý, tj. že násobek zobecněné funkce hladkou funkcí je opět zobecněná funkce. Mějme nejprve {\displaystyle \scriptstyle \{\varphi _{k}\}_{k\in \mathbb {N} }} posloupnost testovacích funkcí takovou, že {\displaystyle \scriptstyle \lim _{k\to \infty }\varphi _{k}=0} v prostoru {\displaystyle \scriptstyle {\mathcal {D}}(G)}. Pak v tomto prostoru k nulové funkci konverguje zřejmě i posloupnost {\displaystyle \scriptstyle \{h\varphi _{k}\}_{k\in \mathbb {N} }}. Vynásobením funkcí {\displaystyle \scriptstyle h} jsme totiž nosiče jednotlivých funkcí {\displaystyle \scriptstyle \varphi _{k}} nezvětšili, a jsou tedy stále stejnoměrně omezené. Navíc jdou všechny derivace {\displaystyle \scriptstyle \partial ^{\alpha }(h\varphi _{k})} stejnoměrně k nule, protože z Leibnizova pravidla plyne, že lze funkci {\displaystyle \scriptstyle \partial ^{\alpha }(h\varphi _{k})} vyjádřit pomocí derivací {\displaystyle \scriptstyle \partial ^{\mu }h} a {\displaystyle \scriptstyle \partial ^{\nu }\varphi _{k}} pro jisté multiindexy {\displaystyle \scriptstyle \mu ,\nu \in \mathbb {Z} _{+}^{n}}. Ty první jsou hladké funkce, ty druhé pak z předpokladu konvergence posloupnosti {\displaystyle \scriptstyle \{\varphi _{k}\}_{k\in \mathbb {N} }} v prostoru {\displaystyle \scriptstyle {\mathcal {D}}(G)} konvergují stejnoměrně k nule. Máme tedy
{\displaystyle \lim _{k\to \infty }(hf,\varphi _{k})=\lim _{k\to \infty }(f,h\varphi _{k})=(f,\lim _{k\to \infty }(h\varphi _{k}))=0,}
což dokazuje spojitost funkcionálu {\displaystyle \scriptstyle hf} (ve druhé rovnosti jsme využili spojitosti funkcionálu {\displaystyle \scriptstyle f}).
Ověřili jsme tak, že násobek zobecněné funkce hladkou funkcí je opět zobecněná funkce. Ukažme nyní, že samotné násobení, coby zobrazení na prostoru zobecněných funkcí, je spojité (to, že je lineární, je zřejmé). Označme si toto zobrazení jako {\displaystyle \scriptstyle T}. Buď {\displaystyle \scriptstyle \{f_{k}\}_{k\in \mathbb {N} }} posloupnost zobecněných funkcí jdoucí k nule, tj. {\displaystyle \scriptstyle (\varphi \in {\mathcal {D}}(G))(\lim _{k\to \infty }(f_{k},\varphi )=0)}. Pak ale {\displaystyle \scriptstyle \lim _{k\to \infty }(Tf_{k},\varphi )=\lim _{k\to \infty }(f_{k},h\varphi )=0}, což dokazuje spojitost.

### Derivování zobecněných funkcí
Na prostoru zobecněných funkcí lze i korektně zavést operaci derivování. Od této zobecněné derivace požadujeme, aby se pro "pěkné" funkce redukovala na běžnou derivaci. Přesněji, chceme, aby zobecněná derivace dávala na funkcích ze třídy {\displaystyle \scriptstyle C^{1}} téže výsledky jako derivace obyčejná. (Platí inkluze {\displaystyle \scriptstyle C^{1}\subset L_{\text{loc}}^{1}}.)

#### Motivace zavedení
Nechť {\displaystyle \scriptstyle G} je otevřená podmnožina v {\displaystyle \scriptstyle \mathbb {R} ^{n}}, {\displaystyle \scriptstyle f\in C^{1}(G)} a {\displaystyle \scriptstyle \varphi \in {\mathcal {D}}(G)}. Ukotvěme si navíc jistý index {\displaystyle \scriptstyle i\in \{1,\ldots ,n\}}. Platí tedy, že {\displaystyle \scriptstyle f\in L_{\text{loc}}^{1}} a navíc {\displaystyle \scriptstyle {\frac {\partial f}{\partial x^{i}}}\in L_{\text{loc}}^{1}}. Upravíme-li integrál v definici regulární zobecněné funkce metodou per partes, obdržíme
{\displaystyle \left({\frac {\partial f}{\partial x^{i}}},\varphi \right)=\int _{\mathbb {R} ^{n}}{\frac {\partial f}{\partial x^{i}}}\varphi \,\mathrm {d} ^{n}x=0-\int _{\mathbb {R} ^{n}}f{\frac {\partial \varphi }{\partial x^{i}}}\,\mathrm {d} ^{n}x=-\left(f,{\frac {\partial \varphi }{\partial x^{i}}}\right).}
Tento vztah vezmeme za definici zobecněné derivace.

#### Definice
Nechť {\displaystyle \scriptstyle G\subset \mathbb {R} ^{n}} je otevřená, {\displaystyle \scriptstyle f\in {\mathcal {D}}'(G)} a {\displaystyle \scriptstyle i\in \{1,\ldots ,n\}}. Pak
{\displaystyle (\forall \varphi \in {\mathcal {D}}(G)){\bigg (}\left({\frac {\partial f}{\partial x^{i}}},\varphi \right)\equiv -\left(f,{\frac {\partial \varphi }{\partial x^{i}}}\right){\bigg )}.}
Přitom v případě {\displaystyle \scriptstyle {\frac {\partial \varphi }{\partial x^{i}}}} jde o běžnou derivaci testovací funkce a výraz {\displaystyle \scriptstyle {\frac {\partial f}{\partial x^{i}}}} je definován právě vzorcem výše ({\displaystyle \scriptstyle f} je nyní již libovolná zobecněná funkce, ne obecně regulární). Derivaci zavedené tímto způsobem říkáme zobecněná derivace či derivace v zobecněném smyslu.

#### Korektnost definice
Za prvé, definice výše má dobrý smysl. To lze snadno nahlédnout z toho, že zobrazení {\displaystyle \scriptstyle \partial ^{\alpha }:{\mathcal {D}}\to {\mathcal {D}}} pro každý multiindex {\displaystyle \scriptstyle \alpha \in \mathbb {Z} _{+}^{n}} je spojité a lineární (platí {\displaystyle \scriptstyle \mathrm {supp} \,\partial ^{\alpha }\varphi \subset \mathrm {supp} \,\varphi }). Takže zobrazení {\displaystyle \scriptstyle {\frac {\partial }{\partial x^{i}}}} je spojité a zobrazení {\displaystyle \scriptstyle {\frac {\partial f}{\partial x^{i}}}} je spojitý funkcionál definovaný na {\displaystyle \scriptstyle {\mathcal {D}}(G)}. Derivace {\displaystyle \scriptstyle {\frac {\partial }{\partial x^{i}}}} je spojitá i v zobecněném smyslu. Mějme {\displaystyle \scriptstyle {\frac {\partial }{\partial x^{i}}}:{\mathcal {D}}'(G)\to {\mathcal {D}}'(G)} a posloupnost {\displaystyle \scriptstyle \{f_{k}\}_{k\in \mathbb {N} }} jdoucí k nule v {\displaystyle \scriptstyle {\mathcal {D}}'}. Platí
{\displaystyle \lim _{k\to \infty }\left({\frac {\partial }{\partial x^{i}}}f_{k},\varphi \right)=-\lim _{k\to \infty }\left(f_{k},{\frac {\partial \varphi }{\partial x^{i}}}\right)=0.}
Pro zderivované zobecněné funkce také platí
{\displaystyle (\forall \alpha \in \mathbb {Z} _{+}^{n})(\forall f\in {\mathcal {D}}')(\mathrm {supp} \,\partial ^{\alpha }f\subset \mathrm {supp} \,f).}
Abychom ukázali vztah výše, nechť {\displaystyle \scriptstyle \varphi \in {\mathcal {D}}} je testovací funkce, jejíž nosič leží v doplňku nosiče zobecněné funkce {\displaystyle \scriptstyle f}. Neboli {\displaystyle \scriptstyle \mathrm {supp} \,\varphi \subset {\mathcal {N}}(f)}, kde {\displaystyle \scriptstyle {\mathcal {N}}(f)=\mathbb {R} ^{n}\setminus \mathrm {supp} \,f}. Pak {\displaystyle \scriptstyle \mathrm {supp} \,\partial ^{\alpha }\varphi \subset \mathrm {supp} \,\varphi \subset {\mathcal {N}}(f)} a
{\displaystyle (\partial ^{\alpha }f,\varphi )=(-1)^{|\alpha |}(f,\partial ^{\alpha }\varphi )=0.}
To znamená, že {\displaystyle \scriptstyle \partial ^{\alpha }f=0} na {\displaystyle \scriptstyle {\mathcal {N}}(f)}. Neboli {\displaystyle \scriptstyle {\mathcal {N}}(f)\subset {\mathcal {N}}(\partial ^{\alpha }f)} a tedy {\displaystyle \scriptstyle \mathrm {supp} \,\partial ^{\alpha }f\subset \mathrm {supp} \,f}.

#### Leibnizovo pravidlo
Ačkoli nelze obecně zavést násobení dvou zobecněných funkcí, můžeme uvažovat násobek zobecněné funkce hladkou funkcí a její derivaci. Pro takovouto derivaci platí, stejně jako pro klasické funkce, Leibnizovo pravidlo, tj.
{\displaystyle (\forall h\in C^{\infty }(\mathbb {R} ^{n}))(\forall f\in {\mathcal {D}}')(\forall \alpha \in \mathbb {Z} _{+}^{n})\left(\partial ^{\alpha }(hf)=\sum _{\beta ,0\leq \beta \leq \alpha }{\frac {\alpha !}{\beta !(\alpha -\beta )!}}(\partial ^{\beta }h)(\partial ^{\alpha -\beta }f)\right).}
Výraz výše lze dokázat matematickou indukcí, ukažme nyní její první část pro {\displaystyle \scriptstyle |\alpha |=1}. Buď {\displaystyle \scriptstyle \varphi \in {\mathcal {D}}}, pak
{\displaystyle \left({\frac {\partial }{\partial x^{i}}}(hf),\varphi \right)=-\left(hf,{\frac {\partial \varphi }{\partial x^{i}}}\right)=-\left(f,h{\frac {\partial \varphi }{\partial x^{i}}}\right)=-\left(f,{\frac {\partial (h\varphi )}{\partial x^{i}}}\right)+\left(f,{\frac {\partial h}{\partial x^{i}}}\varphi \right)=\left({\frac {\partial f}{\partial x^{i}}},h\varphi \right)+\left({\frac {\partial h}{\partial x^{i}}}f,\varphi \right)=\left(h{\frac {\partial f}{\partial x^{i}}}+{\frac {\partial h}{\partial x^{i}}}f,\varphi \right).}
Neboli
{\displaystyle {\frac {\partial (hf)}{\partial x^{i}}}={\frac {\partial h}{\partial x^{i}}}f+h{\frac {\partial f}{\partial x^{i}}}.}

### Tenzorový součin zobecněných funkcí
Stejně jako u klasických funkcí můžeme i v případě zobecněných funkcí definovat jejich tenzorový součin. Toto zobrazení je přímým zobecněním tenzorového součinu klasických funkcí.

#### Motivace zavedení
V případě klasických funkcí je tenzorový součin definován následovně. Buď {\displaystyle \scriptstyle f\in L_{\text{loc}}^{1}(\mathbb {R} ^{m})}, {\displaystyle \scriptstyle g\in L_{\text{loc}}^{1}(\mathbb {R} ^{n})}, pak jejich tenzorový součin je definován jako funkce {\displaystyle \scriptstyle f\otimes g\in L_{\text{loc}}^{1}(\mathbb {R} ^{m+n})} působící způsobem
{\displaystyle (f\otimes g)(x,y)\equiv f(x)\,g(y).}
Takto definované zobrazení vytvářející ze dvou funkcí jejich tenzorový součin je mimo jiné aditivní v obou svých proměnných. Na tenzorový součin dvou jistých funkcí {\displaystyle \scriptstyle f\in L_{\text{loc}}^{1}(\mathbb {R} ^{m})} a {\displaystyle \scriptstyle g\in L_{\text{loc}}^{1}(\mathbb {R} ^{n})} můžeme nahlížet jako na regulární zobecněnou funkci na prostoru {\displaystyle \scriptstyle \mathbb {R} ^{m+n}}. Vezměme tedy funkci {\displaystyle \scriptstyle \varphi \in {\mathcal {D}}(\mathbb {R} ^{m+n})}, pak
{\displaystyle (f\,\otimes \,g,\varphi )=\int _{\mathbb {R} ^{m+n}}f(x)g(y)\varphi (x,y)\,\mathrm {d} ^{m}x\,\mathrm {d} ^{n}y=\int _{\mathbb {R} ^{m}}f(x)\left(\int _{\mathbb {R} ^{n}}g(y)\varphi (x,y)\,\mathrm {d} ^{n}y\right)\,\mathrm {d} ^{m}x=(f(x),(g(y),\varphi )),}
kde jsme využili Fubiniovy věty.
Rozšíříme-li platnost vztahu výše pro všechny zobecněné funkce {\displaystyle \scriptstyle f\in {\mathcal {D}}'(\mathbb {R} ^{m})} a {\displaystyle \scriptstyle g\in {\mathcal {D}}'(\mathbb {R} ^{n})}, dostáváme následující definici, jejíž korektnost však musí být ještě dokázána.

#### Definice
Nechť {\displaystyle \scriptstyle f\in {\mathcal {D}}'(\mathbb {R} ^{m})} a {\displaystyle \scriptstyle g\in {\mathcal {D}}'(\mathbb {R} ^{n})}. Pak symbolem {\displaystyle \scriptstyle f\otimes g} rozumíme zobecněnou funkci z prostoru {\displaystyle \scriptstyle {\mathcal {D}}'(\mathbb {R} ^{m+n})} působící na libovolnou {\displaystyle \scriptstyle \varphi \in {\mathcal {D}}(\mathbb {R} ^{m+n})} následujícím způsobem
{\displaystyle {\big (}f(x)\otimes g(y),\varphi (x,y){\big )}=\left(f(x),(g(y),\varphi (x,y))\right).}
Tuto zobecněnou funkci nazýváme tenzorový součin zobecněných funkcí {\displaystyle \scriptstyle {\boldsymbol {f}}} a {\displaystyle \scriptstyle {\boldsymbol {g}}}.

#### Korektnost definice
Lze dokázat, že je-li {\displaystyle \scriptstyle g\in {\mathcal {D}}'(\mathbb {R} ^{n})} a {\displaystyle \scriptstyle \varphi \in {\mathcal {D}}(\mathbb {R} ^{m+n})}, pak je funkce {\displaystyle \scriptstyle \psi (x)\equiv (g(y),\varphi (x,y))} prvkem prostoru {\displaystyle \scriptstyle {\mathcal {D}}(\mathbb {R} ^{m})}. Pravá strana definiční rovnosti výše má tedy dobrý smysl. Dá se též dokázat, že tenzorový součin definovaný vztahem výše je spojitý funkcionál.

#### Vlastnosti
Uveďme některé důležité vlastnosti tenzorového součinu ve smyslu zobrazení {\displaystyle \scriptstyle \otimes :{\mathcal {D}}'(\mathbb {R} ^{m})\times {\mathcal {D}}'(\mathbb {R} ^{n})\to {\mathcal {D}}'(\mathbb {R} ^{m+n})}. Pokud nebude uvedeno jinak, tak budeme uvažovat {\displaystyle \scriptstyle f\in {\mathcal {D}}'(\mathbb {R} ^{m})}, {\displaystyle \scriptstyle g\in {\mathcal {D}}'(\mathbb {R} ^{n})}, {\displaystyle \scriptstyle h\in {\mathcal {D}}'(\mathbb {R} ^{p})} a funkci {\displaystyle \scriptstyle \varphi } vždy libovolnou testovací funkci z odpovídajícího prostoru testovacích funkcí.
- bilinearita

{\displaystyle {\begin{aligned}(\lambda f_{1}+f_{2})\otimes g\ &=&\lambda f_{1}\otimes g+f_{2}\otimes g\\f\otimes (\lambda g_{1}+g_{2})\ &=&\lambda f\otimes g_{1}+f\otimes g_{2}\end{aligned}}}
- asociativita

{\displaystyle (f\otimes g)\otimes h=f\otimes (g\otimes h)}
- komutativita

{\displaystyle f\otimes g=g\otimes f,\quad {\text{neboli}}\quad {\big (}f(x),(g(y),\varphi (x,y)){\big )}={\big (}g(y),(f(x),\varphi (x,y)){\big )}}
- spojitost v obou argumentech - Mějme posloupnost zobecněných funkcí {\displaystyle \scriptstyle \{f_{k}\}_{k\in \mathbb {N} }} konvergujících k {\displaystyle \scriptstyle f} v prostoru {\displaystyle \scriptstyle {\mathcal {D}}'}. Pak posloupnost {\displaystyle \scriptstyle \{f_{k}\otimes g\}_{k\in \mathbb {N} }} konverguje k {\displaystyle \scriptstyle f\otimes g}. Podobně, pokud posloupnost {\displaystyle \scriptstyle \{g_{k}\}_{k\in \mathbb {N} }} konverguje k {\displaystyle \scriptstyle g} v {\displaystyle \scriptstyle {\mathcal {D}}'}, tak {\displaystyle \scriptstyle \{f\otimes g_{k}\}_{k\in \mathbb {N} }} konverguje k {\displaystyle \scriptstyle f\otimes g}.

- derivace - Pro libovolný multiindex {\displaystyle \scriptstyle \alpha \in \mathbb {Z} _{+}^{m}} platí (pro derivace podle proměnné {\displaystyle \scriptstyle y} obdobně)

{\displaystyle \partial _{x}^{\alpha }{\big (}f(x)\otimes g(y){\big )}=\partial _{x}^{\alpha }f(x)\otimes g(y).}
- násobení hladkou funkcí - Buď {\displaystyle \scriptstyle a\in C^{\infty }(\mathbb {R} ^{m})}. Pak

{\displaystyle a(x){\big (}f(x)\otimes g(y){\big )}={\big (}a(x)f(x){\big )}\otimes g(y).}
- transformační vlastnost - Buď {\displaystyle \scriptstyle b\in \mathbb {R} ^{m}}. Pak

{\displaystyle {\big (}f\otimes g{\big )}(x+b,y)=f(x+b)\otimes g(y).}

#### Důkazy zmíněných vlastností
- Bilinearita a asociativita

Bilinearita plyne ihned z příslušných definic. Zobecněné funkce tvoří lineární vektorový prostor. Pro důkaz asociativity stačí uvážit
{\displaystyle {\big (}(f(x)\otimes g(y))\otimes h(z),\varphi (x,y,z){\big )}={\big (}f(x),(g(y),(h(z),\varphi (x,y,z))){\big )}={\big (}f(x)\otimes (g(y)\otimes h(z)),\varphi (x,y,z){\big )}.}
- Komutativita

Nejdříve uvažme testovací funkce následujícího tvaru
{\displaystyle \omega (x,y)=\sum _{j=1}^{N}u_{j}(x)\otimes v_{j}(y),}
kde {\displaystyle \scriptstyle u_{j}\in {\mathcal {D}}(\mathbb {R} ^{m})}, {\displaystyle \scriptstyle v_{j}\in {\mathcal {D}}(\mathbb {R} ^{n})} a {\displaystyle \scriptstyle N} je libovolné přirozené číslo. Snadno nahlédneme, že funkce takovéhoto tvaru tvoří vektorový podprostor v prostoru {\displaystyle \scriptstyle {\mathcal {D}}(\mathbb {R} ^{m+n})}. Ukážeme nejprve, že tenzorový součin zúžený na tento podprostor je komutativní zobrazení. Protože jsou zobecněné funkce lineární zobrazení, můžeme se při důkazu bez újmy na obecnosti omezit na testovací funkce speciálního tvaru {\displaystyle \scriptstyle \varphi =u\otimes v}, kde {\displaystyle \scriptstyle u\in {\mathcal {D}}(\mathbb {R} ^{m})} a {\displaystyle \scriptstyle v\in {\mathcal {D}}(\mathbb {R} ^{n})}. Pro ně platí
{\displaystyle {\Bigg (}f(x),{\Big (}g(y),{\big (}u\,\otimes \,v{\big )}(x,y){\Big )}{\Bigg )}={\Bigg (}f(x),{\Big (}g(y),u(x)\,v(y){\Big )}{\Bigg )}={\Big (}f(x),u(x){\Big )}{\Big (}g(y),v(y){\Big )}={\Bigg (}g(y),{\Big (}f(x),u(x)\,v(y){\Big )}{\Bigg )}={\Bigg (}g(y),{\Big (}f(x),{\big (}u\,\otimes \,v{\big )}(x,y){\Big )}{\Bigg )}.}
Lze též dokázat důležité tvrzení, že vektorový podprostor tvořený funkcemi definovanými výše je hustý v prostoru {\displaystyle \scriptstyle {\mathcal {D}}(\mathbb {R} ^{m+n})}. To znamená, že jakoukoli funkci z {\displaystyle \scriptstyle {\mathcal {D}}(\mathbb {R} ^{m+n})} můžeme vyjádřit jako limitu posloupnosti funkcí tvaru sumy, viz výše. Protože je tenzorový součin spojité zobrazení dostáváme limitním přechodem vztah komutativity pro libovolnou testovací funkci. Konkrétně, mějme zobecněné funkce {\displaystyle \scriptstyle f\in {\mathcal {D}}'(\mathbb {R} ^{m})}, {\displaystyle \scriptstyle g\in {\mathcal {D}}'(\mathbb {R} ^{n})} a testovací funkci {\displaystyle \scriptstyle \varphi \in {\mathcal {D}}(\mathbb {R} ^{m+n})}. Dále nechť {\displaystyle \scriptstyle \{\varphi _{k}\}_{k\in \mathbb {N} }} je posloupnost funkcí tvaru sumy výše konvergující k {\displaystyle \scriptstyle \varphi } v prostoru {\displaystyle \scriptstyle {\mathcal {D}}}. Pak
{\displaystyle {\Big (}f(x),{\big (}g(y),\varphi (x,y){\big )}{\Big )}=\lim _{k\to \infty }{\Big (}f(x),{\big (}g(y),\varphi _{k}(x,y){\big )}{\Big )}=\lim _{k\to \infty }{\Big (}g(y),{\big (}f(x),\varphi _{k}(x,y){\big )}{\Big )}={\Big (}g(y),{\big (}f(x),\varphi (x,y){\big )}{\Big )}},
kde jsme využili toho, že na funkcích {\displaystyle \scriptstyle \varphi _{k}} tenzorový součin komutuje, jak jsme ověřili výše. Máme tak dokázánu komutativitu pro jakoukoli testovací funkci.
- Spojitost v obou argumentech

Ukažme platnost tvrzení pro první argument. Z komutativity bude již tvrzení platit i pro argument druhý:
{\displaystyle \lim _{k\to \infty }{\big (}f_{k}(x)\otimes g(y),\varphi (x,y){\big )}=\lim _{k\to \infty }{\big (}f_{k}(x),(g(y),\varphi (x,y)){\big )}={\big (}f(x),(g(y),\varphi (x,y)){\big )}={\big (}f(x)\otimes g(y),\varphi (x,y){\big )}.}
- Derivace

Mějme zobecněnou funkci {\displaystyle \scriptstyle g\in {\mathcal {D}}'(\mathbb {R} ^{n})} a testovací funkci {\displaystyle \scriptstyle \varphi \in {\mathcal {D}}(\mathbb {R} ^{m+n})}, pak lze ukázat, že funkce {\displaystyle \scriptstyle \psi (x)=(g(y),\varphi (x,y))} leží v {\displaystyle \scriptstyle {\mathcal {D}}(\mathbb {R} ^{m})} a splňuje pro libovolné {\displaystyle \scriptstyle \alpha \in \mathbb {Z} _{+}^{m}} vztah
{\displaystyle \partial ^{\alpha }\psi (x)=(g(y),\partial _{x}^{\alpha }\varphi (x,y)).}
Přiřazení {\displaystyle \scriptstyle \varphi \mapsto \psi } je navíc spojité. Využitím tohoto vztahu můžeme psát
{\displaystyle {\Big (}\partial _{x}^{\alpha }(f(x)\otimes g(y)),\varphi (x,y){\Big )}=(-1)^{|\alpha |}{\Big (}f(x)\otimes g(y),\partial _{x}^{\alpha }\varphi (x,y){\Big )}=(-1)^{|\alpha |}{\Big (}f(x),(g(y),\partial _{x}^{\alpha }\varphi (x,y)){\Big )}=(-1)^{|\alpha |}{\Big (}f(x),\partial _{x}^{\alpha }(g(y),\varphi (x,y)){\Big )}={\Big (}\partial _{x}^{\alpha }f(x),(g(y),\varphi (x,y)){\Big )}={\Big (}\partial _{x}^{\alpha }f(x)\otimes g(y),\varphi (x,y){\Big )}.}
- Násobení hladkou funkcí a transformační vlastnost

Pro násobení hladkou funkcí ihned dostáváme
{\displaystyle {\Big (}a(x)(f(x)\otimes g(y)),\varphi (x,y){\Big )}={\Big (}f(x)\otimes g(y),a(x)\varphi (x,y){\Big )}={\Big (}f(x),(g(y),a(x)\varphi (x,y)){\Big )}={\Big (}f(x),a(x)(g(y),\varphi (x,y)){\Big )}={\Big (}a(x)f(x),(g(y),\varphi (x,y)){\Big )}={\Big (}a(x)f(x)\otimes g(y),\varphi (x,y){\Big )}.}
Pro transformační vlastnost v dokazovaném tvrzení pak
{\displaystyle {\Big (}(f\otimes g)(x+b,y),\varphi (x,y){\Big )}={\Big (}f(x)\otimes g(y),\varphi (x-b,y){\Big )}={\Big (}f(x),(g(y),\varphi (x-b,y)){\Big )}={\Big (}f(x+b),(g(y),\varphi (x,y){\Big )}={\Big (}f(x+b)\otimes g(y),\varphi (x,y){\Big )}.}

## Příklady zobecněných funkcí

### Diracova delta funkce
Uvažujme lineární funkcionál {\displaystyle \scriptstyle \delta } působící na množině {\displaystyle \scriptstyle {\mathcal {D}}(\mathbb {R} ^{n})} způsobem
{\displaystyle (\forall \varphi \in {\mathcal {D}})((\delta ,\varphi )=\varphi (0)).}
Tento funkcionál je spojitý. Platí totiž, že každá posloupnost testovacích funkcí {\displaystyle \scriptstyle \{\varphi _{k}\}_{k\in \mathbb {N} }} konvergující k nulové funkci splňuje {\displaystyle \scriptstyle \lim _{k\to \infty }\varphi _{k}=0}. Funkcionál {\displaystyle \scriptstyle \delta } je tedy zobecněná funkce z {\displaystyle \scriptstyle {\mathcal {D}}'(\mathbb {R} ^{n})}, kterou nazýváme Diracova {\displaystyle \scriptstyle {\boldsymbol {\delta }}}-funkce.

## Vlastnosti

### Vlastnosti prostoru testovacích funkcí
- Nechť {\displaystyle \scriptstyle G\subset \mathbb {R} ^{n}} a {\displaystyle \scriptstyle p\in [1,+\infty )}. Pak prostor {\displaystyle \scriptstyle {\mathcal {D}}(G)} je hustý v prostoru {\displaystyle \scriptstyle p}-integrabilních funkcí {\displaystyle \scriptstyle L^{p}(G,\mathrm {d} ^{n}x)}. Neboli (výraz {\displaystyle \scriptstyle {\overline {(\cdot )}}_{p}} značí uzávěr vůči {\displaystyle \scriptstyle p}-normě)

{\displaystyle (\forall \,G=G^{\circ }\subset \mathbb {R} ^{n})(\forall p\in [1,+\infty ))({\overline {({\mathcal {D}}(G))}}_{p}=L^{p}(G,\mathrm {d} ^{n}x)).}

## Regularizace
S některými funkcemi je výhodné pracovat jako se zobecněnými funkcemi. U některých funkcí ale nastává problém, že je nelze jako zobecněné funkce přímo chápat, protože nejsou lokálně integrovatelné a nemohou definovat žádnou regulární zobecněnou funkci. Tato obtíž se obchází pomocnou procedurou, které se říká regularizace. Ta spočívá v tom, že si danou funkci lehce upravíme na jí podobnou funkci, kterou již za zobecněnou funkci chápat lze.
Méně formálně řečeno můžeme za lehkou úpravu například považovat vhodné přičtení malého parametru k argumentu původní funkce. Takto upravená funkce již může být lokálně integrovatelná, definuje tedy zobecněnou funkci. Tu můžeme pustit na testovací funkci a obdržíme smysluplný (konečný) výsledek závisející na našem uměle vloženém malém parametru. Tento parametr pak můžeme (v některých případech) položit rovný nule a tvářit se, že jsme ho vůbec nepoužili.

### Regularizace funkce1⁄x
Funkce {\displaystyle \scriptstyle {\frac {1}{x}}} se vyskytuje v mnoha oblastech nejen matematiky, ale především fyziky. Za všechny jmenujme např. Coulombův či gravitační potenciál. Je tedy nutné s touto funkcí umět dobře zacházet a využívat jejích vlastností. Z pohledu zobecněných funkcí ale nastává problém v tom, že tuto funkci nelze chápat jako regulární zobecněnou funkci. Je totiž sice kromě nuly definovaná na celém reálném oboru {\displaystyle \scriptstyle \mathbb {R} }, není ale lokálně integrovatelná. Je zde tedy snaha o to tuto funkci nějakým způsobem regularizovat. V praxi se vyskytují především dva typy regularizace:
1. regularizace integrálem ve smyslu hlavní hodnoty,
2. regularizace přičtením malého parametru.

Pro bližší popis obou postupů viz níže.

#### Regularizace integrálem ve smyslu hlavní hodnoty
Celý postup spočívá v tom, že z množiny, přes kterou integrujeme v definici regulární zobecněné funkce, vyjmeme jistá (malá) symetrická okolí singulárních bodů o poloměru {\displaystyle \scriptstyle \varepsilon }. Původně lokálně neintegrabilní funkci lze nyní na této upravené množině po vynásobení testovací funkcí zintegrovat (dostaneme konvergentní integrál). Výsledek integrace nyní závisí na parametru {\displaystyle \scriptstyle \varepsilon }. Tento parametr následně pošleme k nule a za výsledek působení zregularizované funkce {\displaystyle \scriptstyle {\frac {1}{x}}} na testovací funkci prohlásíme výsledek této limity.
Přesněji uvažujme kladný reálný parametr {\displaystyle \scriptstyle \varepsilon >0} a definujme posloupnost pomocných funkcí {\displaystyle \scriptstyle \{f_{\varepsilon }\}_{\varepsilon \in \mathbb {R} }} následujícím způsobem:
{\displaystyle f_{\varepsilon }(x)\equiv \left\{{\begin{matrix}{\frac {1}{x}}&\quad {\text{pro}}\quad |x|>\varepsilon \\0&\quad {\text{pro}}\quad |x|<\varepsilon \end{matrix}}\right.}
Každá z funkcí {\displaystyle \scriptstyle f_{\varepsilon }} je zřejmě již lokálně integrovatelná a můžeme pomocí ní tedy zavést regulární zobecněnou funkci, kterou si pro jednoduchost opět označíme {\displaystyle \scriptstyle f_{\varepsilon }}. Její působení na libovolnou testovací funkci {\displaystyle \scriptstyle \varphi \in {\mathcal {D}}} vypadá takto:
{\displaystyle (f_{\varepsilon },\varphi )=\int _{\mathbb {R} \setminus (-\varepsilon ,\varepsilon )}{\frac {\varphi (x)}{x}}\mathrm {d} x.}
Uvažujme nyní limitu {\displaystyle \scriptstyle \lim _{\varepsilon \to 0+}(f_{\varepsilon },\varphi )} o níž lze ukázat, že existuje. Tento výraz můžeme dále upravovat
{\displaystyle \lim _{\varepsilon \to 0+}\int _{\mathbb {R} \setminus (-\varepsilon ,\varepsilon )}{\frac {\varphi (x)}{x}}\mathrm {d} x=\lim _{\varepsilon \to 0+}\left(\int _{-\infty }^{-\varepsilon }{\frac {\varphi (x)}{x}}\mathrm {d} x+\int _{\varepsilon }^{\infty }{\frac {\varphi (x)}{x}}\mathrm {d} x\right).}
Nyní v prvním integrálu napravo provedeme substituci {\displaystyle \scriptstyle x\to -x}, což nás přivede na celkový tvar
{\displaystyle \lim _{\varepsilon \to 0+}\int _{\varepsilon }^{\infty }{\frac {\varphi (x)-\varphi (-x)}{x}}\mathrm {d} x.}
Abychom mohli tento výraz zjednodušit, rádi bychom provedli limitu a místo {\displaystyle \scriptstyle \varepsilon } v dolní mezi integrálu napsali nulu. Prozkoumejme, zda to můžeme udělat. Nejprve si všimneme, že
{\displaystyle \lim _{x\to 0}{\frac {\varphi (x)-\varphi (-x)}{x}}=\lim _{x\to 0}{\frac {\varphi (x)-\varphi (0)}{x}}\,+\,\lim _{x\to 0}{\frac {\varphi (0)-\varphi (-x)}{x}}=\lim _{x\to 0}{\frac {\varphi (x)-\varphi (0)}{x}}\,+\,\lim _{-x\to 0}{\frac {\varphi (-x)-\varphi (0)}{-x}}=2\varphi '(0).}
Funkce {\displaystyle \scriptstyle g_{\varphi }} definovaná předpisem
{\displaystyle g_{\varphi }(x)\equiv \left\{{\begin{matrix}{\frac {\varphi (x)-\varphi (-x)}{x}}&\quad {\text{pro}}\quad x\neq 0\\2\varphi '(0)&\quad {\text{pro}}\quad x=0\end{matrix}}\right.}
je tedy spojitá na celém {\displaystyle \scriptstyle \mathbb {R} }, především ale v nule už nenastává singularita. Jedná se tedy o omezenou funkci s kompaktním nosičem v {\displaystyle \scriptstyle \mathbb {R} }. Neboť je integrál spojitou funkcí své meze, tak skutečně můžeme provést danou limitu (integrál s nulou v dolní mezi zůstane konečný) s výsledkem
{\displaystyle \lim _{\varepsilon \to 0+}\int _{\varepsilon }^{\infty }{\frac {\varphi (x)-\varphi (-x)}{x}}\mathrm {d} x=\int _{0}^{\infty }{\frac {\varphi (x)-\varphi (-x)}{x}}\mathrm {d} x.}
Konečně definujme zobrazení {\displaystyle \scriptstyle \mathrm {P} ({\frac {1}{x}})}, které dané testovací funkci {\displaystyle \scriptstyle \varphi \in {\mathcal {D}}} přiřadí integrál za poslední rovností výše. Máme tedy zobrazení
{\displaystyle \mathrm {P} {\Big (}{\frac {1}{x}}{\Big )}:\varphi \to \int _{0}^{\infty }{\frac {\varphi (x)-\varphi (-x)}{x}}\mathrm {d} x.}
O tomto zobrazení jsme si výše ukázali, že je dobře definované. Zřejmě se také jedná o funkcionál (testovací funkci přiřazuje číslo). Je triviální ověřit, že je tento funkcionál lineární. Jednoduše se též dokáže, že je i spojitý. Představuje tedy zobecněnou funkci.
Pro funkci {\displaystyle \scriptstyle {\frac {1}{x}}} jsme tak její regularizací nalezli zobecněnou funkci {\displaystyle \scriptstyle \mathrm {P} ({\frac {1}{x}})}, což byl náš cíl.
Zmiňme se ještě o názvu této procedury. Ten plyne z toho, že se limitě
{\displaystyle \lim _{\varepsilon \to 0+}\int _{\mathbb {R} \setminus (-\varepsilon ,\varepsilon )}F(x)\mathrm {d} x\equiv \mathrm {Vp} \int _{\mathbb {R} }F(x)\,\mathrm {d} x}
obecně říká výpočet integrálu ve smyslu hlavní hodnoty.
Celkově tak máme
{\displaystyle (\forall \varphi \in {\mathcal {D}})\left({\Big (}\mathrm {P} {\Big (}{\frac {1}{x}}{\Big )},\varphi {\Big )}=\mathrm {Vp} \int _{\mathbb {R} }{\frac {\varphi (x)}{x}}\mathrm {d} x=\int _{0}^{\infty }{\frac {\varphi (x)-\varphi (-x)}{x}}\mathrm {d} x\right).}

#### Regularizace přičtením malého parametru
Nyní se pokusíme funkci {\displaystyle \scriptstyle {\frac {1}{x}}} zregularizovat tak, že k jejímu argumentu přičteme (malý) parametr. Konkrétně uvažujme jisté {\displaystyle \scriptstyle \varepsilon >0} a funkce {\displaystyle \scriptstyle {\frac {1}{x+\mathrm {i} \varepsilon }}}, popř. {\displaystyle \scriptstyle {\frac {1}{x-\mathrm {i} \varepsilon }}}. Přešli jsme tak od reálné funkce {\displaystyle \scriptstyle {\frac {1}{x}}} ke dvěma vzájemně komplexně sdruženým funkcím, které už jsou lokálně integrovatelné (jsou dokonce hladké) a definují tedy regulární zobecněnou funkci. Jak níže ověříme, provedeme-li limitu {\displaystyle \scriptstyle \varepsilon \to 0^{+}}, dostaneme dobře definované zobecněné funkce. Ty se symbolicky značí {\displaystyle \scriptstyle {\frac {1}{x+\mathrm {i} 0}}}, popř. {\displaystyle \scriptstyle {\frac {1}{x-\mathrm {i} 0}}}, a platí
{\displaystyle (\forall \varphi \in {\mathcal {D}})\left({\Big (}{\frac {1}{x\pm \mathrm {i} 0}},\varphi (x){\Big )}=\lim _{\varepsilon \to 0+}\int _{\mathbb {R} }{\frac {\varphi (x)}{x\pm \mathrm {i} \varepsilon }}\,\mathrm {d} x\right).}
Omezíme se nyní na případ {\displaystyle \scriptstyle {\frac {1}{x+\mathrm {i} \varepsilon }}} a ověříme existenci limity ve výrazu výše. Důkaz pro funkci {\displaystyle \scriptstyle {\frac {1}{x-\mathrm {i} \varepsilon }}} je zcela stejný, zaměníme-li {\displaystyle \scriptstyle \mathrm {i} \to -\mathrm {i} }.
Nejprve upravíme zlomek v integrandu výše následujícím způsobem
{\displaystyle {\frac {1}{x+\mathrm {i} \varepsilon }}={\frac {x}{x^{2}+\varepsilon ^{2}}}-{\frac {\mathrm {i} \varepsilon }{x^{2}+\varepsilon ^{2}}},}
rozložili jsme ho tedy na reálnou a imaginární část. Spočtěme nyní patřičný integrál pro každý ze sčítanců zvlášť. Pro první člen dostáváme
{\displaystyle \int _{\mathbb {R} }{\frac {x\varphi (x)}{x^{2}+\varepsilon ^{2}}}\,\mathrm {d} x=\int _{-\infty }^{0}{\frac {x\varphi (x)}{x^{2}+\varepsilon ^{2}}}\,\mathrm {d} x+\int _{0}^{\infty }{\frac {x\varphi (x)}{x^{2}+\varepsilon ^{2}}}\,\mathrm {d} x.}
Nyní substituujeme {\displaystyle \scriptstyle x\to -x} v prvním integrálu a oba integrály sečteme s výsledkem
{\displaystyle \int _{0}^{\infty }{\frac {x}{x^{2}+\varepsilon ^{2}}}(\varphi (x)-\varphi (-x))\,\mathrm {d} x=\int _{0}^{\infty }{\frac {x^{2}}{x^{2}+\varepsilon ^{2}}}{\frac {\varphi (x)-\varphi (-x)}{x}}\,\mathrm {d} x.}
Zanalyzujme nyní integrand tohoto integrálu. První zlomek je určitě menší než jedna. Navíc, funkci
{\displaystyle g_{\varphi }(x)={\frac {\varphi (x)-\varphi (-x)}{x}}}
lze spojitě dodefinovat v nule (viz výše). Tato funkce má navíc omezený nosič, což implikuje její integrabilitu. Integrand tedy splňuje Lebesgueovu větu a můžeme zaměnit limitu a integrál. Neboli
{\displaystyle \lim _{\varepsilon \to 0+}\int _{0}^{\infty }{\frac {x^{2}}{x^{2}+\varepsilon ^{2}}}{\frac {\varphi (x)-\varphi (-x)}{x}}\,\mathrm {d} x=\int _{0}^{\infty }{\frac {\varphi (x)-\varphi (-x)}{x}}\,\mathrm {d} x.}
Popasujme se nyní s druhým členem, pro nějž dostáváme
{\displaystyle -\mathrm {i} \varepsilon \int _{\mathbb {R} }{\frac {\varphi (x)}{x^{2}+\varepsilon ^{2}}}\,\mathrm {d} x.}
Tento výraz si upravíme substitucí {\displaystyle \scriptstyle x\to \varepsilon x} na tvar
{\displaystyle -\mathrm {i} \varepsilon \int _{\mathbb {R} }{\frac {\varphi (\varepsilon x)}{\varepsilon ^{2}x^{2}+\varepsilon ^{2}}}\,\varepsilon \mathrm {d} x=-\mathrm {i} \int _{\mathbb {R} }{\frac {1}{x^{2}+1}}\varphi (\varepsilon x)\,\mathrm {d} x.}
Zlomek v integrandu představuje integrovatelnou funkci a absolutní hodnotu výrazu {\displaystyle \scriptstyle \varphi (\varepsilon x)} lze seshora odhadnout konstantou, jež nezávisí na parametru {\displaystyle \scriptstyle \varepsilon }. Můžeme tedy opět využít Lebesgueovy věty, zaměnit tedy limitu a integrál, a máme
{\displaystyle -\mathrm {i} \lim _{\varepsilon \to 0+}\int _{\mathbb {R} }{\frac {1}{x^{2}+1}}\varphi (\varepsilon x)\,\mathrm {d} x=-\mathrm {i} \int _{\mathbb {R} }{\frac {1}{x^{2}+1}}\varphi (0)\,\mathrm {d} x=-\mathrm {i} \pi \varphi (0).}
Vrátíme-li se k původnímu výrazu, tak sečtením výše odvozených výsledků dostáváme
{\displaystyle \lim _{\varepsilon \to 0+}\int _{\mathbb {R} }{\frac {\varphi (x)}{x+\mathrm {i} \varepsilon }}\,\mathrm {d} x=\int _{0}^{\infty }{\frac {\varphi (x)-\varphi (-x)}{x}}\,\mathrm {d} x-\mathrm {i} \pi \varphi (0)=\left(\mathrm {P} {\Big (}{\frac {1}{x}}{\Big )},\varphi (x)\right)-\mathrm {i} \pi (\delta ,\varphi ).}
V poslední rovnosti jsme využili definice Diracovy {\displaystyle \scriptstyle \delta }-funkce a zobecněné funkce definované v prvním způsobu regularizace výše. Celkově tedy pro obě vzájemně komplexně sdružené regularizované funkce máme vztahy
{\displaystyle {\frac {1}{x\pm \mathrm {i} 0}}=\mathrm {P} {\Big (}{\frac {1}{x}}{\Big )}\mp \mathrm {i} \delta (x),}
které se nazývají Sochockého vzorce, popř. Sochockého formule.

## Použití

### Použití ve fyzice
Viz bodový náboj, kvantová teorie pole, kvantová mechanika, atd.

### Použití v matematice
Řešení parciálních dif. rovnic, Greenovy funkce...